# 蒲郡市中央公園
蒲郡市中央公園（がまごおりしちゅうおうこうえん）は、愛知県蒲郡市にある市立の都市公園（総合公園）である。

## 概要
1980年（昭和55年）9月1日に供用開始された総合公園である。
蒲郡市で初めて総合公園として整備された。
敷地面積は約5.9haで、愛知県蒲郡市蒲郡町と水竹町に位置する。
園内には600本のソメイヨシノがあり、市内一の桜の名所として有名である。また、花見期間中はライトアップも実施される。
遊具・グラウンド・植栽・散策路のほかに慰霊平和塔がある。

## 沿革
- 1950年（昭和25年）10月 - 当時の蒲郡町が天桂院山周辺6.35haを都市計画公園と決定。
- 1961年（昭和36年）3月 - 都市計画道路の変更により、8.87haに計画区域を拡大。
- 1972年（昭和47年）5月 - 事業着手。
- 1977年（昭和52年）11月 - 平和慰霊塔が完成。
- 1980年（昭和55年）9月1日 - 一般開放。
- 2007年（平成19年）4月1日 - 蒲郡市都市施設管理協会が指定管理者制度により運営を行う。
- 2013年（平成25年）4月1日 - 蒲郡造園業協同組合が指定管理者制度により運営を行う[1]。

## 交通手段
- 東名高速道路 音羽蒲郡I.C.より三河湾オレンジロードを経由、約10分。